# Список голосеменных растений, занесённых в Красную книгу Азербайджана
Список голосеменных растений, занесённых в Красную книгу Азербайджана
| Название                           | Научное название                                 | Статус                                       | Распространение | Места обитания | Источники информации |
| ---------------------------------- | ------------------------------------------------ | -------------------------------------------- | --- | --- | --- |
| Кипарисовые - Можжевельник вонючий | Juniperus foetidissima                           | Редкий вид                                   | Шекинский район, Габалинский район, Кубинский район, Ханларский район, Джебраильский район , Зангеланский район, Агдашский район (Турианчайский заповедник), Апшеронский район (Алтыагачский заповедник), Шемахинский район. Нахичевань – Шахбузский район | Сухие каменистые и скалистые склоны нижнего и среднего горного пояса до 1000 м над уровнем моря.                         | Красная книга Азербайджанской ССР,1989 г. |
| Сосновые - Сосна Эльдарская        | Pinus eldarica Medw. (P. brutia stibsp eldarica) | Очень редкий узколокальный эндемический вид. | Ханларский район заповедник "Эльдарская сосна" | Северные склоны хребта на высоте 400-600 м над уровне. моря. Наибольшие участки сосны находятся в западной части хребта. | Красная книга Азербайджанской ССР,1989 г. |
| Сосновые - Сосна Коха              | Pinus kohiana                                    | Редкий вид Кавказа с сокращающимся ареалом.  | Кусарский район, Белоканский район, Ханларский район , Таузский район. | Скалистые гребни, каменистые склоны, расщелины скалистых обрывов на высоте 1800-2000 м над уровнем моря.                 | Красная книга Азербайджанской ССР,1989 г. В.Гаджиев, С. Мусаев – Растения и растительные формации, рекомендуемые для включения в «Красную» и «Зеленую» книги Азербайджана. 1996 г. |
| Тисовые - Тис ягодный              | Táxus baccáta                                    | Редкий реликтовый вид.                       | Кубинский район, Закатальский район, Лерикский район, Ханларский район, Ходжаванский район, Габалинский район. | Под пологом широколиственных грабово-буковых лесов. Встречается во всех типах лесов, образованных буком.                 | Красная книга Азербайджанской ССР,1989 г.В.Гаджиев, С. Мусаев – Растения и растительные формации, рекомендуемые для включения в «Красную» и «Зеленую» книги Азербайджана., 1996г.  |